# С чего начинается Родина (памятник)
Скульптурная композиция «С чего начинается Родина» — памятник с фотографиями из семейных альбомов жителей города. Установлен в сквере имени М. И. Губкина города Тюмени.
Автор С. В. Титлинов, соавторы: А. Ф. Медведев, И. Г. Якушев.

## История создания
Композиция посвящена 70-летию Победы в Великой Отечественной войне. Замысел произведения — создание «стены народной памяти», центральной частью которой является скульптурная композиция. Торжественное открытие состоялось 14 августа 2014 года, в день 70-летия Тюменской области, под девизом: «От 70-летия Тюменской области к 70-летию Великой Победы».
Аналогичные памятники установлены в 2015 году в городе Екатеринбурге и посёлке городского типа Верхнее Дуброво Свердловской области.

## Описание произведения
Скульптурная композиция «С чего начинается Родина» состоит из двух взаимосвязанных частей: скульптуры мальчика и импровизированной стены, состоящей из пустых фотографических рамок, которые можно заполнить фотографиями героев-фронтовиков. На памятнике в Тюмени одновременно можно увидеть фотографии героев Первой мировой войны, Великой Отечественной войны, погибших в Афганистане и Чечне, а также исполнивших свой долг сотрудников полиции. Кроме фотографий здесь закреплены газетные вырезки, копии похоронок, писем-треугольников.

## Идея произведения
В современном российском обществе очень популярны народные акции к 9 Мая. Такие акции способствуют консолидации, однако, они одномоментны, а жизнь продолжается, и люди хотят гордиться своими героями каждый день, ежедневно чувствовать себя причастными к подвигам своих предков. В контексте темы межнационального мира Великая Победа и защита своего Отечества обладают колоссальным ресурсом выравнивания всех различий и противоречий.
В далеком 1945-м году солдат вернулся с фронта домой. Таких как он были миллионы, скромных героев войны, на чьи плечи и легли все её тяготы. Он снял и повесил на стену в прихожей свою шинель, на которой надеты все его награды: солдатская медаль «За отвагу». Прошли десятилетия, шинель продолжает висеть на старом месте. Мальчик, правнук ветерана, приходит из школы домой, придвигает к шинели табуретку, встает на неё и пытается своими плечами дотянуться до плеч шинели. Он вытягивает шею, встает на цыпочки. Он всеми силами старается походить на своего прадеда.
На оборотной стороне стены устроены несколько ниш для свечей, начертаны слова-посвящение «Защитникам Отечества посвящается». Здесь же начертано название произведения «С чего начинается Родина».
Горожане могут свободно подойти и прикрепить на импровизированной стенке фотографии или иные изображения своих героев. Подойти без всяких ограничений, прикрепить в любом месте, любого размера, каким угодно способом. И не только фотографии. Может быть те же георгиевские, но именные, ленточки, солдатские жетоны и т. д.
Возникла живая стена памяти, на которой вместе находятся фотографии героев всех наций и народностей, всех верований и конфессий. Победители прошлого уравняли всех ныне живущих.

## Галерея
- «С чего начинается Родина». Верхнее Дуброво, Свердловская область
- «С чего начинается Родина», обратная сторона. Тюмень